# مجزرة جسر الشغور 2023
مجزرة جسر الشغور 2023 هي مجزرةٌ نفذتها القوات الجوية الروسية يوم 25 حزيران/يونيو 2023 حينما قصفت أطراف مدينة جسر الشغور غربي إدلب بعددٍ من الصواريخ ما تسبَّبَ في مقتل 9 أشخاصٍ غالبيتهم من المدنيين وجرحِ 61 آخرين بينهم أطفال. استهدفَ القصفُ الروسي مكانًا يقعُ على مقربةٍ من سوق الخضراوات المتكتظ بالمدنيين وهو ما تسبّب في وقوعِ العدد الكبير من الجرحى، أما القتلى فكان أغلبهم من العمال والمزارعين. نفت المصادر السورية الرسمية الأخبار التي تحدثت حول هويّة الضحايا وقالت إنّ الاستهداف طالَ قادة جماعاتٍ وصفتها بـ «الإرهابيّة» وهو الوصف الذي أطلقه ويُطلقه النظام السوري على كل الجماعات والفصائل المعارضة له منذُ بداية الانتفاضة السورية عام 2011 والتي تحوَّلت فيما بعدُ لحربٍ أهلية مع انخراطِ المزيد من القوى المحلية والدولية الفاعِلة وتعقّد الأزمة أكثر فأكثر.

## خلفية
صعَّدت روسيا وقوات النظام السوري ضد مناطق سيطرة فصائل المعارَضة في مدينةِ إدلب ومحيطها وذلك تزامنًا مع انطلاق مؤتمر أستانة، حيث شنَّت الطائرات في أقل من يومينِ أكثر من 15 غارة جوية استهدفت محاور القتال في الغسانية و‌جبل التركمان في ريف اللاذقية الشمالي، كما استهدفت منطقة بكفلا في ريف جسر الشغور وهي استهدافاتٌ خلَّفت هي الأخرى ضحايا.

## القصف

### المجزرة
أغارت الطائرات الروسية في ساعات مبكّرة من صباحِ يوم الأحد الموافق للخامس والعشرين من حزيران/يونيو 2023 على عدة مناطق مختلفة ومتفرقة في محافظة إدلب، لكن القصف تركَّزَ على مكانٍ قريبٍ جدًا من سوقٍ للخضر والفواكه في مدينة جسر الشغور غربي إدلب وهو السوق الذي كان مكتظًا بالزوار والبائعين وغيرهم. نجمَ عن القصف الروسي مقتل 9 مدنيين وإصابة أكثر من 61 آخرين إصابات بعضهم خطيرة جدًا.

### تدخل الدفاع المدني
وصلَ الدفاع المدني (الخوذ البيضاء) لعينِ المكان ونقلَ جثت الضحايا للأماكن المختصة كما نقلَ المصابين للمستشفيات. بلغت الحصيلة الأولية للقصف بحسبِ الدفاع المدني 5 قتلى وأكثر من 20 جريحًا، لكنّ الحصيلة ارتفعت في وقتٍ لاحقٍ إلى 9 قتلى كلهم مدنيين. بثَّ ناشطون سورين على مواقع التواصل الاجتماعي صورًا ومقاطع مصورة أظهرت لحظة استهداف الطيران الروسي للسوق الشعبي وما بعدَ القصف، كما ناشدت المشافي السوريين في المنطقة للتوجه إليها والتبرع بالدم للمصابين.

### رد المعارضة
استهدفت فصائل المعارضة في اليوم الموالي للمجزرة مواقع عسكرية لقوات النظام السوري والمليشيات الإيرانية المساندة لها وذلك ردًا على الاستهدافِ الذي طالَ جسر الشغور. تركَّزَ القصفُ على ناعورة جورين ومعسكر جورين وهي مناطق تضمُّ تجمّعاتٍ للقوات النظامية. زعمَ مسؤولون في المعارضة أنَّ استهدافاتهم نتج عنها وقوع قتلى وجرحى. على الجانب المُقابل، اعترفَت مصادر في صفوفِ النظام تعرض المناطق المعنية للقصف لكنها زعمت أنَّ الاستهداف تمَّ عبر قنابل أُلقيت من طائرات مُسيّرة أقلعت من مناطق سيطرة المعارضة في منطقة إدلب.

## ردود الفعل

### محليًا
- الائتلاف الوطني السوري: وصفَ الائتلاف الوطني مجزرة جسر الشغور بأنها ترقى لجريمة حرب وقالت إن هذا التصعيد هو «تصعيدٌ إجرامي جديد ضد المدنيين».
- الشبكة السورية لحقوق الإنسان: اتهمت الشبكة السورية القوات الروسية بخرقِ قراري مجلس الأمن رقم 2139 و‌2254 القاضيَين بوقف الهجمات العشوائية، كما اتهمتها بانتهاكِ قواعد القانون الدولي الإنساني الخاصة بالتمييز بين المدنيين والمقاتلين.

### دوليًا
- الاتحاد الأوروبي: أدانَ رئيس البعثة الأوروبية إلى سوريا دان ستوينسكو التصعيد العسكري الروسي في إدلب، ونشر بيانًا قالَ فيه: «مرة أخرى نشهد هجمات عشوائية على المدنيين السوريين. يجب أن يتوقف مثل هذا السلوك المارق!».[10]
- ألمانيا: أدانت ألمانيا على لسانِ مبعوثها إلى سوريا ستيفان شنيك الضربة الجوية على إدلب واصفةً إيّاها بـ «المروعة» مؤكّدةً أنها «قتلت وجرحت العديد من المدنيين الأبرياء».[11]
- فرنسا: أدانت الخارجية الفرنسية الهجوم الروسي على جسر الشغور والذي قالت إنه تسبب في وقوعِ ضحايا.[12]
- الأمم المتحدة: قال نائب المتحدث باسم الأمم المتحدة فرحان حق إن الأمين العام أنطونيو غوتيريش يشعرُ بقلقٍ عميقٍ إزاء الغارات الجوية التي استهدفت مناطق شمال غربي سوريا، لافتًا إلى أن غوتيريش يُندد بكافة أشكال العنف في سوريا، داعيًا جميع الأطراف فيها إلى الوفاء بالتزاماتهم وفق القانون الدولي.[13]